# 中視新聞

中視新聞

中視新聞（英語：CTV NEWS）是中國電視公司（中視）新聞部製播的電視新聞節目的總稱。現今中視新聞的主要合作對象為中天新聞（因為兩者隸屬於旺旺中時媒體集團），並和中天新聞共享新聞及節目資源。

## 提要

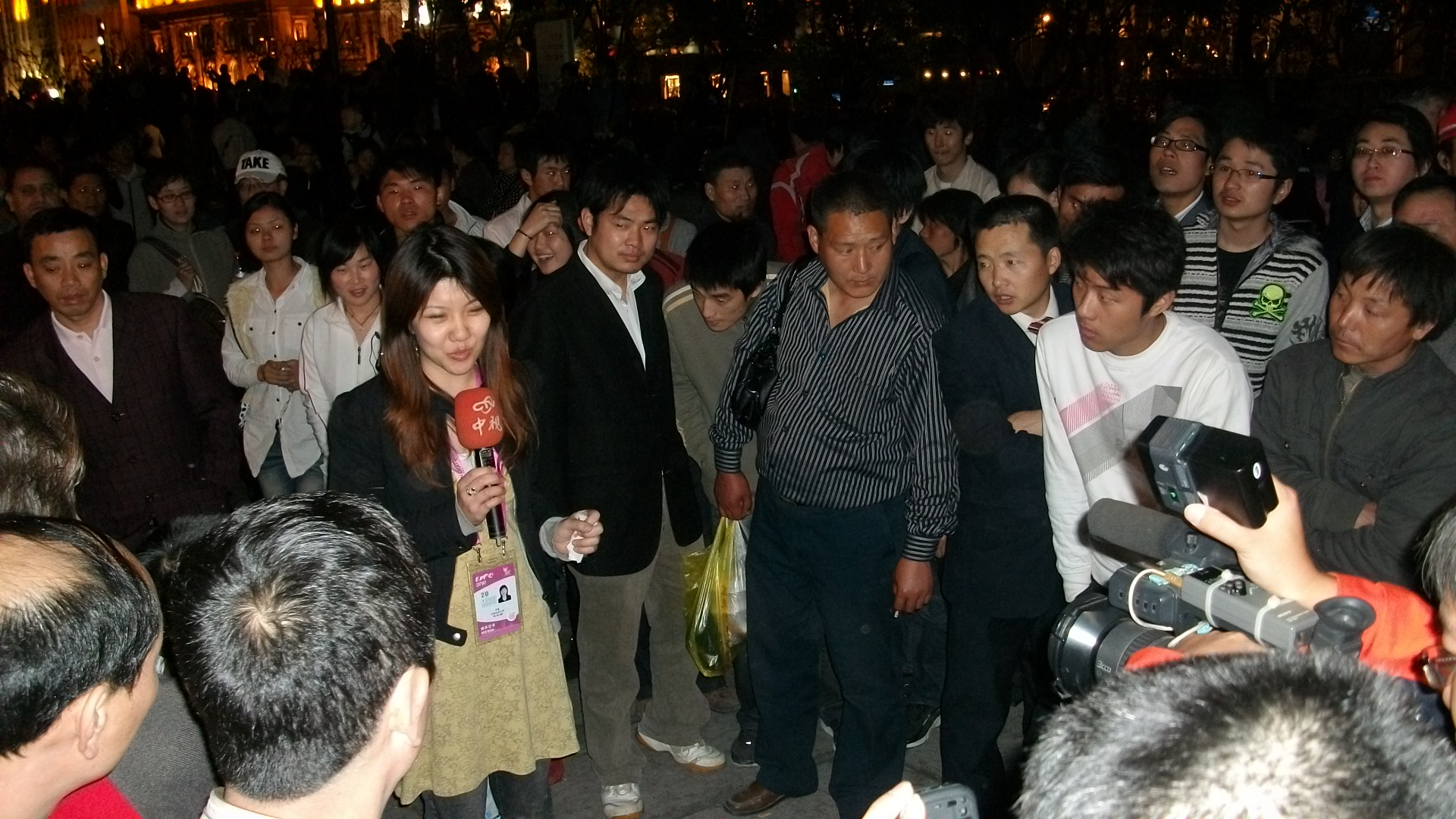
中视记者余意在上海外滩采访报道上海世博会新闻
摄于2010年4月30日

台灣電視公司（台視）成立時，其負責製播新聞節目（當時總稱「電視新聞」，直到中視新聞開播後才改名為「台視新聞」）的單位是「節目部新聞組」，是二級單位（節目部是一級單位）；中視在籌備時期就把負責製播新聞節目的單位獨立為「新聞部」，新聞部、節目部與工程部是當時中視三大一級單位，讓開播之後的中視新聞得到了良好的發展。
中視開播時每日各節新聞，節目名稱皆為《中視新聞》，名稱沒有「午間」、「晚間」與「夜間」之分；另外，由於當時每日節目開播時間的限制，當時沒有晨間新聞。
中視的晨間新聞節目歷經多次大改版，歷代晨間新聞節目先後有《我愛早晨》、《中國早安》、《大家早》、《中視早安新聞》（第一代版本）、《早安!您的氣象新聞》，2007年2月起播映至今的晨間新聞節目是《中視早安新聞》（第二代版本）。中視現在播映中的晚間新聞節目是《中視新聞全球報導》，現任平日主播為哈遠儀。
1978年1月16日，中視新聞的氣象播報時段定名為《中視氣象台》，空軍官校氣象科畢業的中視氣象編輯馮鵬年擔任氣象主播，馮鵬年成為台灣第一位男性電視氣象主播與台灣第一位氣象科畢業的氣象主播。現今《中視氣象台》主播為中天氣象主播戴立綱兼任。

## 沿革

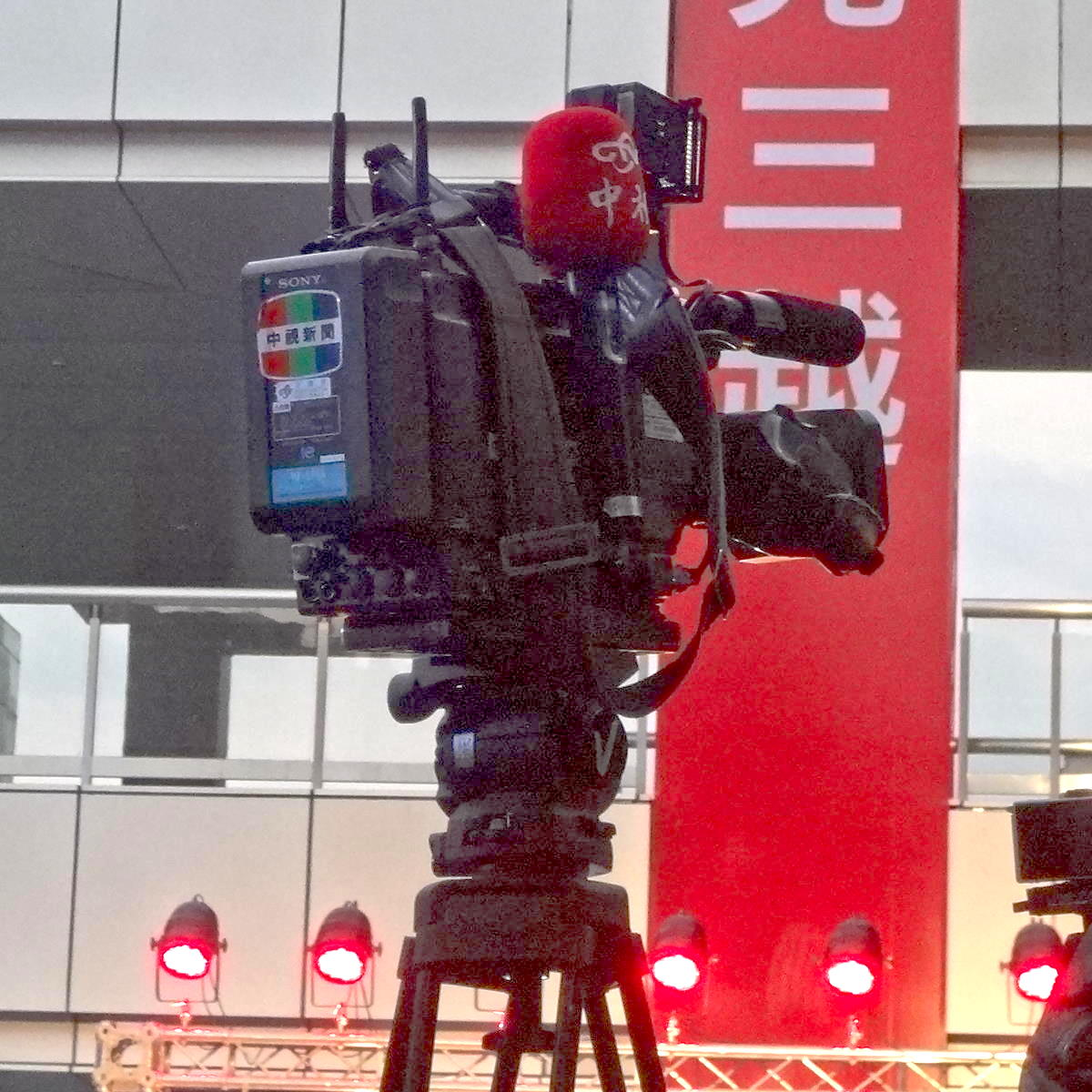
中視新聞Sony Betacam，後端貼著1980至1990年代中視新聞標誌

- 1969年4月1日，中國廣播公司新聞室主任張繼高兼任中視新聞部首任經理。
- 1969年11月15日，在交通部國際電信局及日本電氣（NEC）支持下，中視新聞與美國NBC新聞合作推出阿波羅12號登陸月球衛星轉播。
- 1971年9月1日，中視新聞部完全改以彩色電視節目訊號錄播新聞。[3]
- 1976年5月5日，中視新聞部開始以電子新聞採集（ENG）設備拍攝新聞影片。[4]
- 1976年10月25日，中視首次以ENG採訪且以微波傳送訊號，從台中市現場實況轉播六十五年台灣區運動會開幕典禮。[5][6]
- 1978年8月25日，中視新聞雜誌節目《六十分鐘》開播。[7]
- 1979年1月20日，《中視晚間新聞》每週一至週四播映時間改為19:30～20:30、每週五至週日播映時間維持19:30～20:00，是當時一大突破；《中視午間新聞》播映時間不變。[8]
- 1979年4月15日，廣播電視大廈中視新聞專用攝影棚從第四攝影棚搬至第三攝影棚，第三攝影棚面積比第四攝影棚大一倍，中視新聞的播報風格改為一男一女交替播報。[9]
- 1979年7月1日，中視新聞部增設「資訊組」。[10]
- 1979年12月2日，中視新聞部決定，從本日起，每天以四分之一以上的篇幅報導全國各地的地方新聞。
- 1980年1月1日，《中視閩南語新聞》開播。[11]
- 1980年7月7日，《中視晚間新聞》播映時間改為每日19:30～20:00，同時每日20:00～20:30改播中視新聞部製作的新聞專題節目《探索》。[8]
- 1980年9月1日，《中視晚間新聞》每週一至週四播映時間改為19:30～20:15，每週一至週四20:15～20:30改播深度報導節目《新聞透視》。[8]
- 1980年11月1日，《中視午間新聞》在每日13:00～13:10增播閩南語播報的《農漁新聞》。[8]
- 1981年9月7日，中視新聞部製播的第一個三台聯播新聞雜誌節目《新聞眼》開播，主持人是胡雪珠。[12]
- 1982年1月4日，《中視夜間新聞》開播，播映時間為每週一至週五23:00～23:15。[8]
- 1982年1月10日，中視新聞部開始不定期製播〈冷門新聞〉專題，放在《中視晚間新聞》內播映。[13]
- 1982年6月21日，《中視晚間新聞》每逢週一至週四，延長為90分鐘：19:30～20:20播出新聞及氣象，20:20～21:00播出〈中視新聞掃描線〉單元。
- 1982年10月26日，《中視晚間新聞》播映時間改為每日19:30～20:00，《新聞透視》停播，每日20:00～21:00改播八點檔古裝連續劇《大漢天威》。[8]
- 1983年，中視工程部完成讀稿機的研製，裝在新聞棚，並於同年12月13日啟用讀稿機。[14]
- 1983年9月，《中視午間新聞》播映時間改為每日12:30～12:50。[8]
- 1983年12月21日，中視新聞部完成中南部新聞微波倒送聯播系統。[15]
- 1984年3月17日，《中視晚間新聞》推出國際新聞單元〈國際焦點〉，報導國際最新局勢動態與突發事件。[16]
- 1985年1月21日，中視工程部完成研製大型讀稿機，首次應用於錄製中華民國總統蔣經國除夕談話。[17]
- 1985年2月4日，《中視晚間新聞》推出趣味單元〈短鏡頭〉，報導民眾平時未必會注意的趣味現象。[16]
- 1985年3月5日，《中視晚間新聞》推出健康資訊單元〈醫學與保健〉。[16]
- 1985年7月18日，中視新聞推出論壇單元〈大家談〉，開放各種有關公眾利益的爭論話題的當事人暢所欲言。[18]
- 1985年7月27日，中視新聞推出專題報導單元〈一周人物特寫〉，介紹社會上優秀傑出的成功者。[19]
- 1987年11月2日，《中視新聞 閩南語時間》開播，播出時間為每週一至週五17:10～17:30，主播群為周荃、王美惠與廖貴英，內容包括每日國內外重要新聞、政令宣導、地方建設及民俗文化傳播，另闢單元〈飲水思源〉介紹地方采風。中視新聞部聘請當時主持中廣調頻台節目《早起的聲音》的資深閩南語播音員傅玄擔任《中視新聞 閩南語時間》文稿審核工作。[20]
- 1988年3月31日，中視新聞與台視新聞簽約轉播1988年漢城奧運，中視新聞部同時成立任務小組，中視新聞部副理張勤擔任任務小組召集人，中視並在每週一至週五播出《奧運看中視》系列報導節目。[21]
- 1988年4月1日，中視新聞奏請中國國民黨台北市黨部同意，在台北市黨部大樓頂樓興建北部新聞中心微波倒送系統。[21]
- 1988年8月8日23:00～24:00，中視深夜新聞雜誌節目《今夜》開播，朱全斌製作，第一代主持人為童中白與韓定國。[22]
- 1988年8月26日，中視第七屆董事會暨常務董事會第四次會議通過新聞部增設「新聞節目組」與「體育組」，新聞部員額從46人增至96人。[23]
- 1989年1月7日，中視設於中國國民黨台北市黨部大樓頂樓的北部新聞中心微波鏈路裝設完成並啟用。[14]
- 1989年2月28日，中視新聞部經理張忠倫調任中視公共關係室主任，前行政院新聞局廣播電視事業處處長曠湘霞接任中視新聞部經理。[21]
- 1989年3月1日，配合曠湘霞正式就任中視新聞部經理，中視《熱門新聞》開播，定位為日後《整點新聞》的前身，中視新聞部製作組組長翟翬擔任主播，每日播三節，播出時間為18:00、18:30與19:00，各節長度為30秒內，標題式的介紹當日重要新聞。[24]
- 1989年4月，中視的新聞棚攝影機從原有的Philips LDK-3汰換為三部Sony BVP-350微電腦自動控制攝影機，另外新裝Canon U-5自動運鏡機組（Auto Pan/Tilt Head System）、彩色讀稿機等。[25]
- 1989年5月7日，中視新聞部與鴻順實業簽約，在鴻源百貨頂側電動看板顯示中視提供的新聞快報。[26]
- 1989年6月5日，《中視晚間新聞》播出時間自該日起提前30分鐘，播出時間為1小時。[26]
- 1989年7月1日，中視的新聞棚正式啟用Sony BVP-350與自動運鏡機組，改善主播影像。[27]
- 1989年7月3日，由於行政院新聞局堅持公共電視節目時間不宜變動，中視必須讓出23:00～23:30來播公共電視節目，《今夜》停播，每週一至週五23:30～24:00改播夜間新聞節目《中視夜間新聞》。[28]
- 1989年7月31日，中視新聞部開始策劃增開國際新聞節目《中視全球報導》，開播日期定於同年9月4日。[26]
- 1989年9月2日，中視新聞部啟用該日凌晨連夜更新之Betacam SP剪輯及播映錄影設備16套，以汰換3/4吋U-Matic VTR。[29]
- 1989年9月4日19:00～19:30，《中視全球報導》開播，但插播熱門國內新聞三分鐘；台視新聞部宣稱，老三台曾有默契，預告或焦點新聞長度不應超過一分鐘，故將向行政院新聞局廣播電視事業處反應《中視全球報導》此舉涉嫌將晚間新聞節目延長為一個小時並提前半小時開播。[30]1989年9月5日，行政院新聞局廣播電視事業處稱，新聞的播出形式並無一定的模式，而台視與中華電視台雖然質疑《中視全球報導》此舉，但並未向該處反映；中視則稱，播熱門國內新聞是屬於新聞快報、焦點新聞的慣例，而三分鐘以內的長度應是合情合理的運作標準。[31]
- 1989年9月24日，中視完成新EFP車配線裝機，同日啟用該車轉播七十八年台灣區運動會。[29]
- 1989年10月11日06:30～08:30，中視新聞雜誌型晨間節目《今晨》開播，朱全斌製作，韓良露策劃，石安妮、何日生主持。[32][33]
- 1989年12月7日，中視與當時任教輔仁大學的春華簽約一年，沈春華自1990年1月1日起擔任《中視全球報導》主播。[34]1989年12月18日，沈春華赴中視新聞部報到，每日15:00開始上班，參與《中視全球報導》改版的規劃。[35]
- 1990年1月1日，《中視全球報導》正式改版，沈春華擔任《中視全球報導》主播。[36]
- 1990年7月20日，中視發佈人事命令：自1990年8月1日起，新聞部副理張勤調任研考室研究員，新聞部採訪組組長翟翬調任新聞部新聞節目組組長，新聞部採訪組副組長胡雪珠升任新聞部採訪組組長，新聞部採訪組副組長臺益公調升新聞部製作組組長，新聞部特派員林啟進調任新聞部採訪組副組長，新聞部記者繆中建升任新聞部採訪組副組長，新聞部製作組組長湯健明調任新聞部體育組組長，新聞部製作人郭明義調升新聞部體育組副組長。[37]
- 1990年8月1日，中視新聞部成立「體育組」。[38]
- 1990年8月29日，中視新聞部將該年9月定為中視新聞實施新聞主播制度的「試驗月」，並邀請沈春華加入主播群。[39]
- 1990年9月3日，中視晨間新聞雜誌節目《今晨》改版為晨間新聞節目《我愛早晨》。[37]

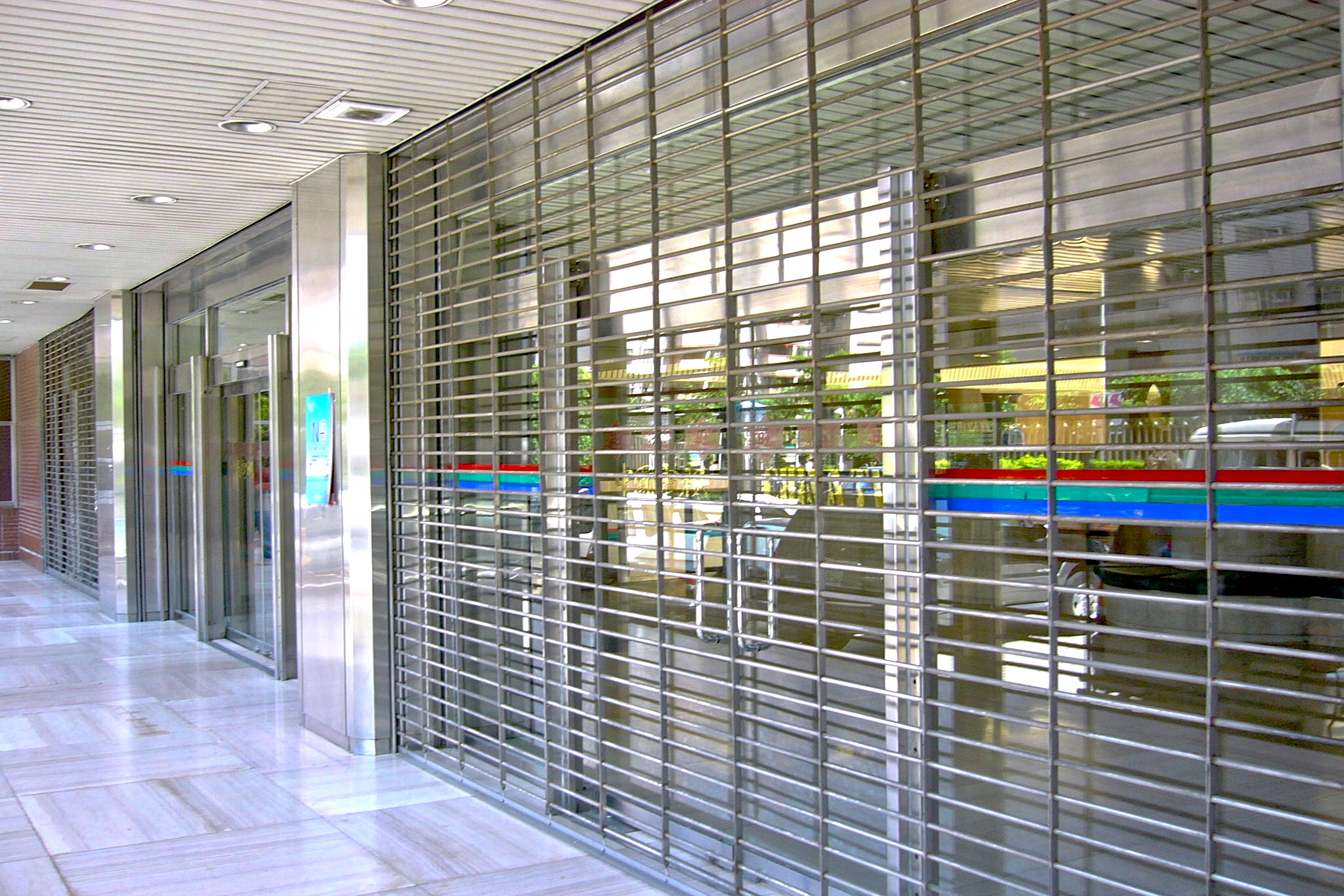
中視大樓的三道玻璃門，中段的紅綠藍三色線條與中視新聞1990年10月10日版片頭動畫的紅綠藍三色線條同式。

- 1990年10月10日，中視新聞啟用全新片頭動畫與全新佈景。此版片頭電腦動畫以紅綠藍三色線條帶著全部大寫的「CHINA TV」繞著地球奔馳，三色線條沿著赤道以地球自轉反方向從地球右側奔馳到地球左側，然後鏡頭急速拉近穿越台灣本島，三色線條在宇宙中急速蜿蜒5秒後帶出「中視新聞」與「CTV NEWS」字樣，象徵中視新聞以快速前進的畫面與深入掌握的世界觀報導立足台灣、放眼世界；而不斷衝刺的紅綠藍三色線條象徵中視新聞永不止息的腳步，緊緊扣住時代脈動，與世界同步邁進。[40]背景音樂為管絃樂，名稱待考。
- 1990年10月15日23:30，中視夜間新聞節目《中視夜線新聞》開播，第一代主播為《中視晚間新聞》主播黃晴雯兼任。[40]
- 1991年2月5日，行政院新聞局廣播電視事業處審核通過中視提早30分鐘播出晚間新聞節目；中視總經理朱宗軻隨後同意，自該日起，19:00～19:30播映的《中視全球報導》與19:30～20:00播映的《中視晚間新聞》合併為每週一至週五19:00～20:00及每週六至週日19:00～19:30播映的晚間新聞節目《中視新聞全球報導》。[41]
- 1991年3月8日，中視新聞部重新調整主播方式為單主播制：1991年3月11日起，沈春華主播每周一至周五《中視新聞全球報導》，姜玲和陳若華輪流主播每周六至周日《中視新聞全球報導》。[42]
- 1991年5月20日，中視晨間新聞節目《中國早安》開播，取代《我愛早晨》。[11]
- 1991年9月2日，《中視客家語新聞》開播。[11]
- 1991年11月14日，中視啟用位於高雄市民權二路的南部新聞中心新址，增設新聞攝影棚、副控室與剪輯間。[43]
- 1992年1月1日，中視體育節目《體壇風雲》與《世界體壇》開播，《體壇風雲》最初播映時間為每週一至週五14:00～15:00，《世界體壇》最初播映時間為每週日10:00～11:30。[44]
- 1992年1月6日，《中視客家語新聞》播映時間改為11:20～11:40，《中視閩南語新聞》播映時間改為11:40～12:00。[11]
- 1992年2月17日[45]，中視與哥倫比亞廣播公司（CBS）合作，在《中國早安》時段內的每日07:30～07:45聯播《CBS晚間新聞》，《中國早安》雙主持人于澄、陳乃輝及時作重點口譯；中視將《CBS晚間新聞》每日內容加以整理後，將每條新聞都標示中文標題，安排在當日11:00～11:20重播一次。[11]
- 1992年4月21日，日本超鳥二號衛星正式開始運作，中視的新聞節目自同日起透過日本衛星電視業者One World Television（OWT）同步向亞洲各國播出。[45]
- 1992年8月1日，中視總經理朱宗軻與中華航空總經理卞奭年簽約：中華航空同意，自該年8月5日起，在飛航全世界的班機內播出中視新聞20分鐘。[46]
- 1993年4月11日，中視在《中視午間新聞》、《中視新聞全球報導》與《中視夜線新聞》裡運用已於同月10日取得使用權的美國「獨立錄音室」特效音樂，同時為此3個新聞節目重改片頭、片尾及其背景音樂。中視電腦繪圖師吳佩芬設計的《中視新聞全球報導》此版片頭動畫，是數層世界地圖投影片從不同的角度飛入畫面再相疊合一，然後插播當日重點新聞預告，最後在世界地圖投影片上顯示「中視新聞全球報導」八字。《中視午間新聞》與《中視夜線新聞》此版片尾內容是以高亮度電腦動畫呈現中視大樓的外觀與大廳中庭內景，取代中視大樓夜間外觀實景畫面。[47]
- 1994年1月11日，中視啟用中部新聞中心新廈。[48]
- 1994年3月1日，中視仿照歐美先進國家的作法，在每天15時整、17時整各播出1~2分鐘的《重點新聞》，預告當日《中視新聞全球報導》重要內容（後因新聞台開播，綜合台已停播《重點新聞》）。
- 1996年7月1日，《中視夜線新聞》大改版，編採電腦上線，主播造型、新聞棚硬體設備與背景設計皆大幅更新。[49]
- 1996年9月7日，中視率先在每週六及週日凌晨十二時開播《中視夜線新聞》。[50]
- 1996年10月4日，中視《整點新聞》開播。[51]
- 1996年11月7日，中視開始轉播NBA1996至1997年球季賽程。[52]
- 1997年5月17日，連戰內閣局部改組後，《中視新聞全球報導》首創邀請副總統兼行政院長連戰接受專訪與call-in。[53]
- 1997年7月5日，中視啟用位於日本電視台內的「日本新聞中心」辦事處。[54]
- 1997年10月16日，《中視新聞全球報導》收視率連續五天超越《台視晚間新聞》，中視總經理江奉琪宣布頒發獎金新台幣一千萬元。[55]
- 1997年12月16日，中視總經理江奉琪與中華航空總經理傅俊璠在中視大樓中庭舉行「空中新聞」簽約儀式，雙方續約兩年，中視文化公司將每日的新聞剪輯後提供中華航空班機播出。[55]
- 1998年11月，中視從美國購入兩輛SNG採訪車，車型為福特汽車E-350加長型旅行車，動力為10缸、6800cc汽油引擎，全車上下鏈與製作設備皆採用全數位雙路系統以確保播出安全，車頂裝設1.5公尺衛星天線並配備全自動定位追蹤器；車尾左右兩側各安裝一台AC120V 6.5kVA發電機，兩台發電機各負載一般用電及設備用電，遇故障時兩路電源可立即切換使用。[56]
- 2002年3月1日，中視新聞部在中視大樓第3攝影棚舉行新春同樂會，中視總經理江奉琪在開場宣布：中視新聞2001年有281天收視率全國第一，2002年1月至2002年2月則有59天收視率全國第一。[57]
- 2002年10月7日，中視與其氣象主播任立渝共同成立氣象資訊服務公司，第一個專業氣象新聞節目《早安!您的氣象新聞》開播。[58]
- 2003年10月10日，中視新聞完全換用新佈景，《中視新聞全球報導》啟用新聞數位攝影棚。[59]
- 2006年1月3日，中視舉辦慶功記者會，宣布中視新聞2005年全年度締造「365天，天天第一」佳績。[60]
- 2006年9月19日，arte專訪沈春華，並在該台節目《Every TV in the World》中播出該次專訪內容。[60]
- 2006年10月起，台灣各地的麥當勞餐廳的電視機每天晚上同步播映《中視新聞全球報導》。
- 2006年11月1日，《中視新聞全球報導》正式改版，片頭動畫、虛擬佈景全部換新，前30分鐘完全使用虛擬佈景。
- 2007年2月起，中視新聞開始「耳目一新」計畫。
- 2007年4月上旬，中視新聞開始〈台灣心聞〉系列專題報導。

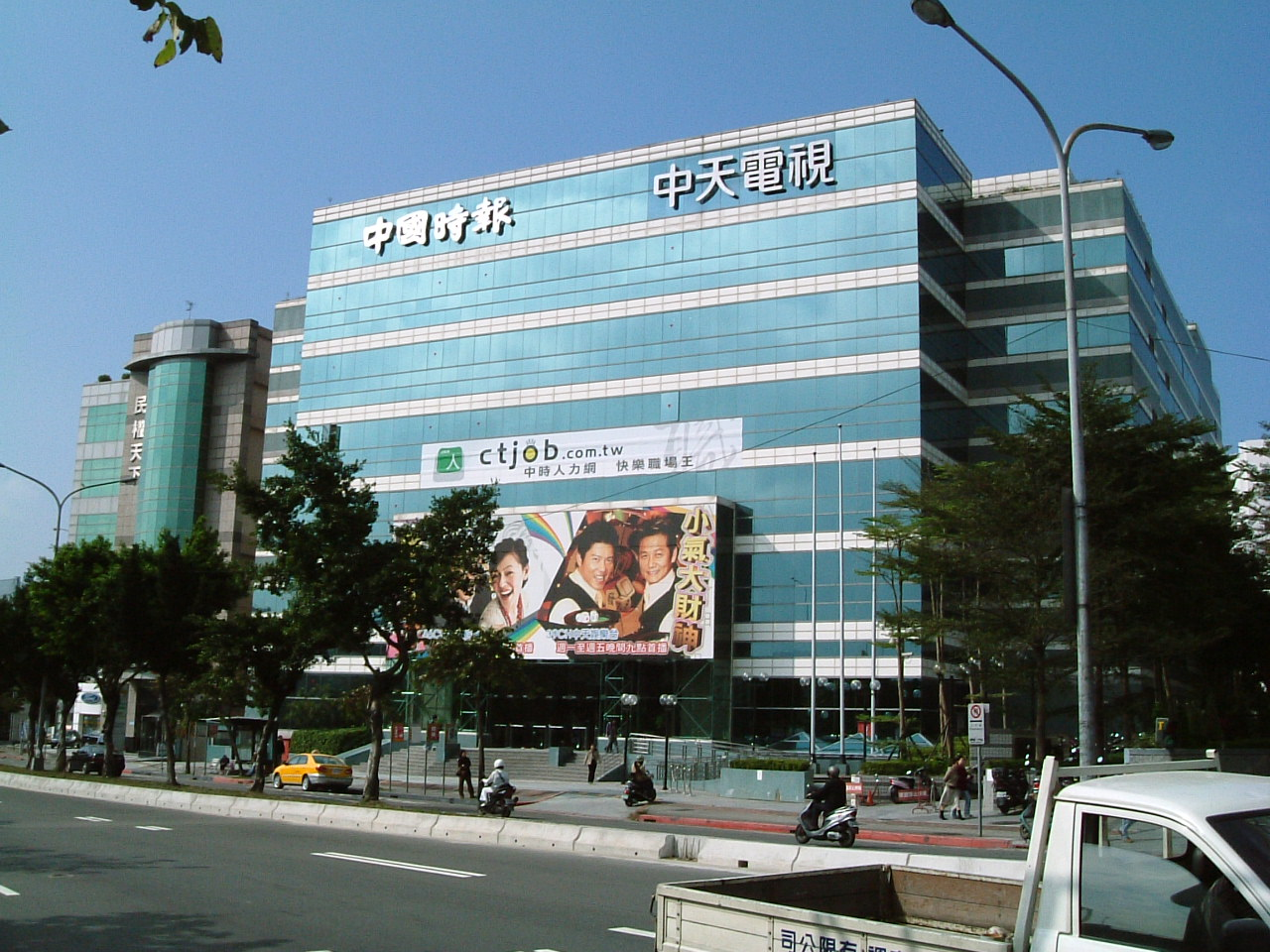
時報廣場大樓為中視新聞部2008年1月25日至今的所在地

- 2008年1月25日，《中視新聞全球報導》收播後，中視新聞部搬至台北市內湖區民權東路「時報廣場大樓」，與中天電視新聞部資源共享；中視大樓完全淨空。[61]
- 2008年7月，中視完成主控數位多頻道自動播出系統，並成功以遠端控制連線整合中視大樓及中視第二大樓主控室無帶化流程，完成2008年北京奧運錄製重播作業，滿足中視數位台與中視新聞台每日20小時之錄製及重播需求；同月，中視成功導入虛擬攝影棚，並首次整合應用於轉播2008年北京奧運。[62]

中視開播40週年特別節目《40迎新 希旺中視》第3集展示的中視新聞開頭黑白圖卡

- 2008年8月28日，中視新聞部公布《中視新聞部新聞自律規範》。

中視新聞5號SNG車

- 2009年8月31日，在中視總經理吳戈卿主導下，中視新增三個新聞節目：每週一至週五10:00～11:00播出《中視新聞即時現場》，首任主播為蕭惠文（於2010年7月30日在中視無線台播出最後一集，之後在中視新聞台續播，接任主播為黃怡文、林慧蓉輪流播報）；每週一至週五18:00～18:58播出《中視新聞非看不可》（2009年10月1日起更名為《中視新聞6一下》），首任主播為洪怡惠；每週一至週四23:30～24:00播出《中視新聞大陸巡奇》（2009年12月7日（8日凌晨）起更改播出時段為00:30-01:00），首任主播為林秀慧。
- 2010年1月1日起，中視新聞進行主要時段（早安新聞、午間新聞及夜線新聞）之新聞節目片頭動畫、鏡面及虛擬佈景等全面性革新，並以統一化的風格呈現，各節新聞皆有各代表的顏色（早安新聞：藍色、午間新聞：綠色、夜線新聞：紅色）以做區分。
- 2011年8月29日至2012年11月30日，每週一至週四23:00～24:00、週五23:30～24:00播出《中視晚安遛新聞》。
- 2012年6月4日，因為中視新聞部內部電腦系統全面更新，中視各節新聞時段包括主頻道《中視早安新聞》、《中視午間新聞》、《中視新聞全球報導》、《中視晚安遛新聞》及數位新聞台《即時新聞現場》、《中視新聞6一下》、《天天快樂 司機俱樂部》片頭動畫不換，但新聞鏡面全數更換。
- 2013年4月8日及4月13日，中視新聞台《英語新聞》與《日語新聞》分別開播：《英語新聞》播出時間為每週一至週五19:40～20:00，首任主播為何勁松；《日語新聞》播出時間為每週六至週日19:40～20:00，首任主播為謝明智。[63]
- 2014年1月1日，中視HD台以高畫質同步播出中視新聞台的《中視閩南語新聞》、《中視新聞6一下》、《國際現場》、《即時新聞現場》，但僅限鏡面及播報畫面部分，採訪畫面尚為標準畫質。
- 2014年3月3日，中視主頻、中視新聞台與中視HD台以高畫質同步播出《中視早安新聞》，但高畫質僅限鏡面及播報畫面部分，採訪畫面尚為標準畫質。
- 2014年3月3日中午，繼《中視早安新聞》之後，中視主頻的《中視午間新聞》、《中視新聞全球報導》及中視新聞台的《中視夜線新聞》改以高畫質製作，唯只在標準畫質的中視主頻及中視新聞台以16:9上下拉伸播出，尚未於中視HD台同步播出，且限於棚內及鏡面，採訪帶仍以4:3的標準畫質為主。
- 2014年4月1日，中視新聞部進行高層調動：原新聞部經理胡雪珠轉任蔡衍明愛心基金會執行長，由前中天新聞部總監梁天俠繼任。
- 2014年4月21日，中視HD台以高畫質同步播出中視新聞台的《中視夜線新聞》，但僅限鏡面及播報畫面部分，採訪畫面尚為標準畫質。
- 2014年4月28日，《中視午間新聞》平日時段結束主播排班制，由侯乃榕擔任固定主播。
- 2014年5月6日，中視新聞台原《中視夜線新聞》節目改名為《CTV全球新聞》，並且與中視HD台同步播出。
- 2014年6月2日，中視HD台以高畫質同步播出中視數位台的《新聞NEW一下》，但僅限鏡面及播報畫面部分，採訪畫面尚為標準畫質。
- 2014年7月，中視新聞的部分採訪帶逐漸改為高清畫質，但僅部分新聞時段與中視HD台同步播出的主頻道《中視早安新聞》、《新聞NEW一下》及新聞台《CTV全球新聞》才看得到。直到2015年4月21日，中視新聞台開始於中華電信MOD發送高畫質電視訊號；同年7月23日，中視新聞台陸續在部分數位有線電視系統業者上架，部分業者以HD高畫質訊號播送，在無線電視部分也於2017年7月31日升級高畫質訊號。另外中視頻道也於2015年10月29日起，在有線電視陸續改以高畫質訊號播出，在無線電視部分也於2016年2月15日升級高畫質訊號。至此中視新聞已經可在大多數電視或影音平台收到高畫質訊號。

## 重要記錄

### 紀錄

中視首次現場直播彩色新聞節目時的中視新聞主播台，右為楊文華。

- 首次空中採訪[64]

1969年11月25日，中視新聞部接獲消息：中國航運行駛中華民國－美國定期航線的萬噸級貨輪「靄雲輪」在滿載貨物返國途中，因主機故障而漂流在宜蘭縣東方海面。中華民國空軍派遣軍用飛機進行空中探測，中華民國海軍派遣拖船準備將靄雲輪拖到鄰近的基隆港。中視新聞部採訪組接獲的靄雲輪消息不大好，例如靄雲輪方位不明、拖船拖纜中斷等；新聞部經理張繼高與新聞部副理朱友龍斷然決定租一架飛機去採訪距離台灣本島一、兩百浬的靄雲輪現場，因為一時辦不到跟船出去採訪。
1969年11月29日，中視新聞部以新台幣七千元向臺灣航空租用一架6人座的Cerrna型飛機，指派交通記者方預與攝影記者臺益公負責採訪靄雲輪現場。當日14:00，方預與臺益公抵達臺北松山機場，與Cerrna型飛機駕駛員劉明麒會合，三人研究行程後升空；半小時後，飛機找到海軍大同級遠洋拖船大同軍艦（ATF-548）以鋼纜拖帶靄雲輪；飛機在靄雲輪上空盤旋二十多分鐘後回航。方預播報的當日19:30與22:00的中視新聞，獨家播出靄雲輪現場空中採訪影片，長達兩分多鐘。
- 首次現場直播彩色新聞節目[65]

1969年12月初，中視新聞部經理張繼高宣布，新聞部最近準備播一次彩色新聞。
1969年12月9日早上，中視新聞部副理兼採訪組組長朱友龍在採訪會議中宣布，本日全拍彩色影片。攝影記者張照堂首先提議拍攝耶誕節卡片展覽，採訪記者潘健行與燈光師小張被指派跟著張照堂去。採訪記者莫廼滇與攝影記者臺益公到松山機場，拍攝牙買加衛生部部長艾德曼訪問中華民國。同日下午，張照堂與中視新聞部唯一的女記者楊文華到國軍文藝活動中心拍攝當代名家畫展，楊文華接著採訪中國文化學院客座教授蕭滋的學生音樂會，潘健行與攝影記者陳夢蛟到圓山動物園拍攝正在獸檻外曬太陽的兩頭小獅子，莫廼滇與臺益公拍攝競選活動。當日16:00以前，6條彩色影片全部到齊，交給沖洗師老吳沖洗。當日17:00，沖洗完成，其中1條沖洗時出錯而不能播。新聞部主編姜慶堯排定第一次彩色新聞播放順序。朱友龍看過播出內容後決定，當日19:30的中視新聞，他親自擔任主播，莫廼滇、潘健行與楊文華都入鏡播報各自採訪的新聞。一切準備就緒，新聞部卻被告知，由於機件故障，19:30的中視新聞只能用一台攝影機；朱友龍決定設計一種彩色圖卡，用於換鏡頭時「補白」，使播報形式不變，且應付單一攝影機操作上的困難。當日19:30，中視在「攝影場E」現場直播15分鐘的彩色新聞，朱友龍首先入鏡，莫廼滇播報艾德曼來訪，潘健行播報美國漁業專家謝哈道博士的新聞，楊文華播報3條軟性新聞，張節播報氣象，許居瓊與林韜負責幻燈片，陳遠煬擔任導播，陳巴月擔任助理導播；總播出時間是11分55秒，總共播報11條新聞，總共播放5條新聞影片。
- 首創長期租用直昇機作空中採訪

1980年6月19日07:30，中視新聞部攝影記者與採訪記者在廣播電視大廈（當時中視總部所在地）四樓平台乘坐中視向大華航空長期租用的直昇機，在台北市上空拍攝淡水河河道彎度、建國高架道路工程、關渡大橋位址、信義計畫區範圍、木柵動物園預定地、青潭堰水壩工程、松山區及南港區空氣污染等鏡頭，是台灣電視新聞史上首次長期租用直昇機作空中採訪。當時中視新聞部經理吳東權說，中視長期租用直昇機作空中採訪，主要目的是讓觀眾「從更多的角度了解新聞的實況」。
- 錄影報導連體嬰分割手術實況

1979年9月10日08:30，台大醫院開始進行男性三腿坐骨連體嬰張忠仁、張忠義的分割手術。中視新聞部在手術室內設置臨時主播檯，在長達12小時的手術時間中錄影報導手術實況，播報員是醫藥記者湯健明；總共播映7次分割手術，其中包括3次新聞快報。最後，分割成功，張忠仁、張忠義成為全球第一對分割成功的男性三腿坐骨連體嬰兄弟。
1999年9月10日，分割手術20週年，中視新聞於棚內現場與張忠義連線，主持人為沈春華與湯健明。
- 〈地方與基層建設〉系列專題報導

1980年4月1日，中視新聞開始每天播出〈地方與基層建設〉系列專題報導，每個專題時間約為3分30秒至5分鐘整，擔綱的兩名記者翟翬與林啟進獲配一台專車，配合採訪地點所屬之中視地方記者編成採訪小組，以一個半月至兩個月採訪各地，採訪行程分為四個梯次，每個梯次各約10至14個工作天：第一梯次採訪時間為3月3日至3月15日，分別採訪新竹、苗栗、南投、台中、彰化、雲林、嘉義等地；第二梯次採訪時間為3月20日至4月1日，分別採訪台南縣、台南市、高雄縣、高雄市、屏東縣、新竹未完成部分；第三梯次採訪時間為4月5日至4月17日，分別採訪桃園縣、臺北縣、台北市、基隆市、宜蘭縣、花蓮縣、台東縣；第四梯次採訪時間為4月23日至4月26日，採訪澎湖縣。採訪重點為：①主要採訪偏遠鄉鎮、高山上、海邊等迫切需要改善生活環境的地方，而這些地方是平日被忽略或是別人沒有報導過的地方；②除了報導基層建設的進度，也反映來自民間的問題，作為政府在基層建設後兩個階段推展時的參考；③發掘特殊或富有人情味的事物，使報導內容不因基層建設釐定項目的相同而流於千篇一律、枯燥乏味。
- 首創現場立即播報台灣中南部新聞

1983年12月22日，中視新聞部「中部新聞中心」與「南部新聞中心」開始試播。1983年12月25日，《中視晚間新聞》首創中部新聞中心與南部新聞中心以中視副總經理林翔熊設計的微波倒送系統（包括「微波倒送控制器」與「控制訊號產生器」）現場立即播報台灣中南部新聞，中部新聞中心當天播的是記者劉奇英訪問台灣省政府主席李登輝，南部新聞中心當天播的是記者李允義訪問高雄市市長許水德與高雄市政府新聞處處長張佐為。
1984年2月29日，中視新聞首次以微波倒送系統從廣播電視大廈遠距訪問人在台中的台灣省政府農林廳廳長玉賢。
- 首創晚間新聞節目巡迴戶外播報

1996年5月6日，《中視新聞全球報導》的特別企劃《中視新聞全省現場出擊：歡迎大家作頭家》啟程，以「一天一縣市」方式先後巡迴宜蘭、花蓮、台東、高雄、台南、雲林、台中、苗栗、新竹、桃園等10地實施戶外播報，與當地民眾及政府首長座談。
- 開票看中視

中視一律將直播選舉開票節目訂名為《開票看中視》。中視採用自己的計票系統，傾全新聞部的力量，希望能夠帶給觀眾正確快速的票數呈現。自1996年中華民國總統大選開始，《開票看中視》已創下收視率十一連霸。2006年12月9日播出的《2006決戰北高 開票看中視》企圖挑戰十二連霸，但最後敗給三立新聞台。

### 其他
- 1972年8月26日，中視經由印度洋及太平洋上空的兩個人造衛星轉播在慕尼黑舉行的1972年夏季奧林匹克運動會，是台灣第一次電視轉播夏季奧林匹克運動會。[73]
- 1982年5月10日，《中視午間新聞》首度請聾啞學校的手語教師用手語播報新聞及氣象，顯示於畫面上角，使聾啞人士也享有看電視新聞的權利。[12]
- 1983年9月13日14:00至21:30，中視直播在韓國舉行的第十二屆亞洲成棒錦標賽中華隊對韓國隊及日本隊對中華隊之戰（該場為奧運資格加賽），長達7小時，創下當時新紀錄；為了該次轉播，中視曾兩次停播《中視晚間新聞》及三台聯播節目。
- 1986年9月14日，臺北市立動物園從圓山遷移至木柵，中視全程轉播。
- 1987年7月11日，中視獨家轉播透納廣播公司與聯合國合作的地球人口滿50億人特別節目《地球「客滿」：五十億人口的省思》紀念地球人口於該日滿50億人，總長度為60分鐘。[74]
- 1988年4月12日22:00，中視新聞的節目《熱門話題》播出在新加坡廣播局攝影棚舉行的「1988年第二屆亞洲大專辯論會大決賽」[75]的部分實況，播出的是冠/亞軍賽——國立台灣大學v.s.復旦大學，辯論題目為「儒家思想可以抵禦西方歪風」，國立台灣大學擔任正方，復旦大學擔任反方[76]，是台灣電視史上首次播出台海兩岸參加國際性藝文競賽實況。國立台灣大學辯士為王菲菲、陳家麟、毛仁傑、石世豪，復旦大學辯士為羅潔、顧剛、鮑勇劍、李光斗，最後復旦大學獲得冠軍。[77][78]
- 1988年4月14日14:30～17:30，中視實況錄影轉播立法院外交委員會於該日09:00～12:00舉辦的「外交政策討論會」，主題是廣泛討論「我國將如何重返國際社會」、「如何制定外交政策」、「如何突破外交困境與擴展對外關係」等，實況錄影轉播主持人為中視資深國會記者繆中建，參與討論的學者有中央研究院研究員曹俊漢、國立政治大學外交學系教授趙國材、國立政治大學國際關係研究中心主任張京育、東吳大學政治學系教授郭仁孚、國立政治大學法律學系教授陳長文、東吳大學政治學系教授劉必榮；該場討論會是除了新聞採訪以外，臺灣首次實況錄影轉播立法院的討論會。[79]
- 1988年5月12日21:31，廈門航空8397號班機（廈門往廣州）被兩名乘客張慶國、龍貴雲劫機降落清泉崗機場，中視在新聞快報與夜間新聞中搶先報導此事。[21]
- 1989年1月30日，中視獨家轉播世界女子網球名將娜拉提洛娃與艾芙特在台北市舉行決賽。[80]
- 1989年2月12日凌晨，中視獨家插播中華民國空軍中校林賢順駕駛F-5E戰鬥機在廣東墜機的畫面；中視新聞部採訪組組長湯健明說，這得感謝亞視新聞的協助，以及中視新聞部兩位同仁繆中建與吳慶程留守到該日01:30、並發揮團隊精神。[81]
- 1989年6月28日，中視獨家播出吾爾開希逃離中國大陸之後的錄影談話。[26]
- 1989年9月6日，中國人民解放軍空軍米格-19戰鬥機飛行員蔣文浩於該日14:16駕機投奔中華民國、降落金門機場；中視新聞在該日15:00前即打出新聞快報[26]，又在該日《中視全球報導》播出中華民國國防部發言人韋家慶的談話且運用資料影片介紹米格-19戰鬥機。中視新聞部經理曠湘霞認為，該則新聞是全球矚目的新聞，英屬香港的電視台也請求中視傳送畫面，所以已超越國內新聞的範疇，放在《中視全球報導》中播出並無不當。[82]
- 1990年3月21日，中視首度以「電話靜態影像傳輸系統」（以電話傳真訊號，再與現場記者聲音同步播出）報導國民大會第八屆總統選舉開票實況，每分鐘傳回六個畫面。
- 1995年11月24日，中視新聞部將已向英國廣播公司（BBC）購得台灣獨家播映權的BBC新聞專訪黛安娜王妃紀錄片重新包裝成特別節目《黛安娜的告白：BBC專訪》播出，製作人為中視新聞部新聞節目組組長余思宙，主持人沈春華。
- 1996年8月10日，立法委員廖學廣在臺北縣汐止鎮住處遭綁匪挾持至台北縣林口鄉山區監禁，被關在一個貼著「替天行道」字條的狗籠中；廖學廣質疑，此事件係同選區立法委員羅福助與天道盟分子所為。1996年8月15日，在廖學廣與羅福助分別舉行的記者會散會後，《中視午間新聞》首先安排廖學廣與羅福助分別在兩個攝影棚內連線受訪：廖學廣在中視大樓受訪，羅福助在中視北部新聞中心受訪。[83]
- 1998年2月16日，中華航空676號班機空難；中視率先在該日晚間打出快報，並異動節目，從該日21:00至同月17日00:00以SNG直播救難實況，首先證實中央銀行總裁許遠東夫婦及中央銀行外匯局局長、中央銀行經濟研究處處長等四位高層官員罹難，同時報導中華航空善後情形及行政院、交通部等政府機關緊急處置措施。此後連續數日，中視新聞在空難現場、殯儀館、中華航空、交通部民用航空局等地連線報導調查鑑定、驗屍及追悼罹難者的情況。[84]
- 1999年11月1日，中視新聞透過特殊管道，派遣記者厲以壯、馬儁人前往日本，登上美國海軍小鷹號航空母艦實地採訪美軍戰備實況。[67]
- 2005年5月20日，《NBA看中視》邁入第九年，中視邀請NBA總冠軍獎盃來台灣，這是台灣NBA球迷第一次能近距離接觸NBA總冠軍獎盃。[85]
- 2015年6月12日~7月5日，中視直播在智利舉行的2015年美洲盃足球賽，是TVBS直播秘魯2004年美洲盃足球賽後台灣二度轉播美洲盃足球賽。[86]

## 事件

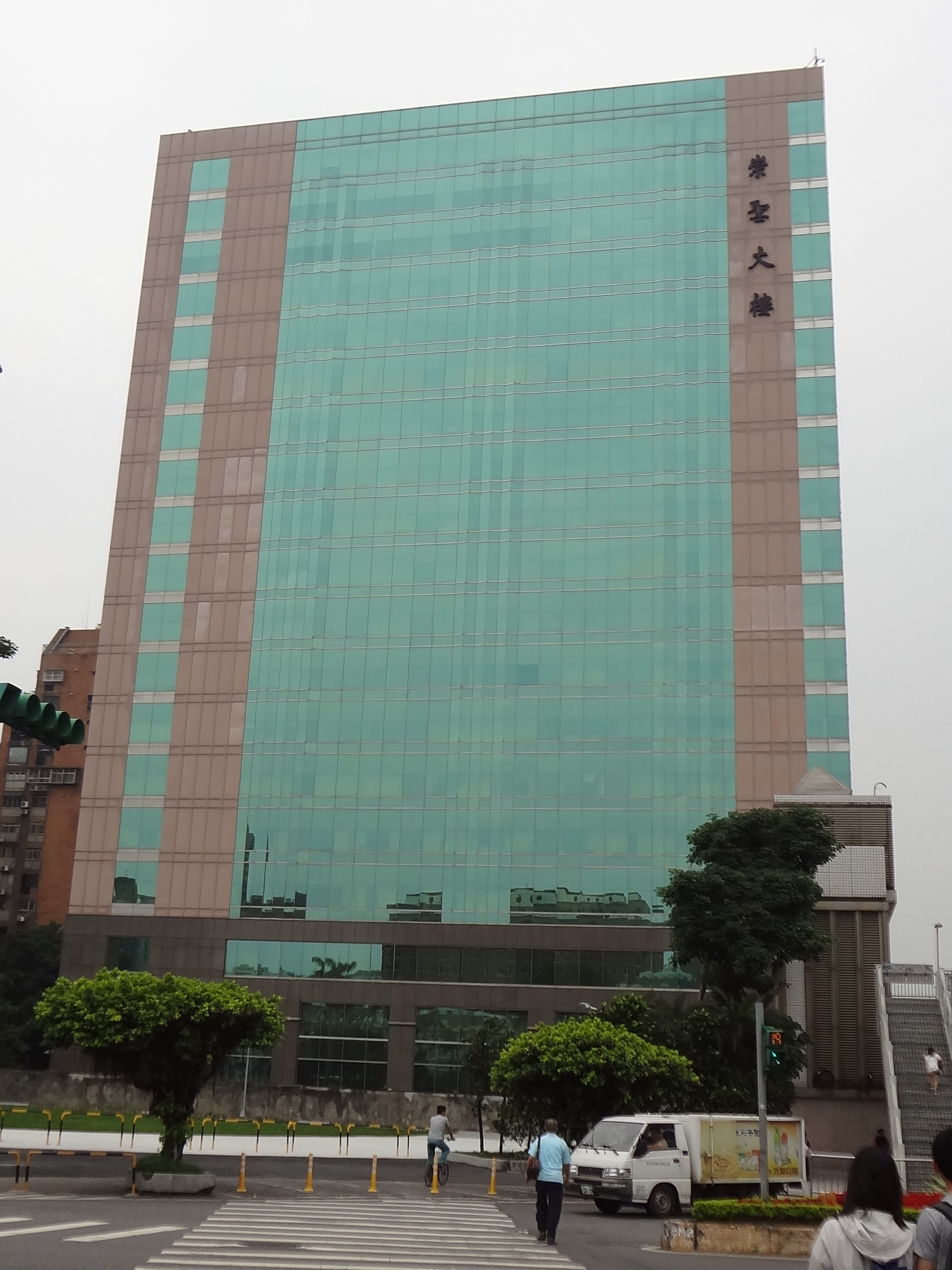
崇聖大樓19樓是中視北部新聞中心所在地

- 1990年5月30日，《中視晚間新聞》發生「一條新聞畫面播兩次」的情況，原因是記者未能確實掌握時效而導致來不及製作新聞影片。新聞播出後，引起許多觀眾抗議。該年6月12日，中視新聞部經理曠湘霞、主編蕭塞、採訪記者王介士、攝影記者李正田因此各被記申誡一次。
- 1991年11月13日，《中視新聞全球報導》引用日本亞洲新聞社的新聞稿報導日本藝人宮澤理惠發行全裸寫真集《Santa Fe》，未將新聞稿中的一張書中裸照處理而予以照播，引起行政院新聞局關注是否踰越尺度。[87]
- 1996年2月25日，1996年中華民國總統大選獨立參選人林洋港、郝柏村競選總部成員在中視大樓大門外宣稱，中視曾在轉播第一場總統候選人公辦政見發表會前派人到總統李登輝家裡彩排；同日，中視新聞部經理湯健明否認此事：「總統常上電視，根本不需要彩排！」[88]
- 1999年6月24日11:00左右，在高雄市採訪中華民國海軍陸戰隊丟槍案的中視攝影記者劉錦源坐在台視採訪車前低頭拍攝海軍陸戰隊營區門口時，台視記者結束採訪離去時未發現採訪車前有人即開動採訪車，劉錦源遭輾傷、骨盆斷裂；台視記者立即將劉錦源送往海軍總醫院（今國軍高雄總醫院左營分院）急救，後轉送高雄醫學院附設醫院（今高雄醫學大學附設醫院）；正在中視大樓舉行「慶功會」的中視總經理江奉琪隨即指派副總經理林章松與新聞部副理翟翬南下探視劉錦源，台視新聞部經理顧安生指示新聞部行政組組長劉忠繼南下慰問劉錦源。江奉琪說，劉錦源因公受傷，中視將負擔全部醫療費用；顧安生說，他對此深表遺憾並致歉。[89]
- 1999年7月30日凌晨，台灣電力公司（台電）嘉南高壓輸配電系統故障導致729全台大停電；中視新聞在該日02:30重新開棚持續播報大停電的最新狀況，播報時間長達10小時以上；停電期間，中視以發電機供電，以維持正常播出。[90]
- 1999年9月21日，台灣發生921大地震，南投縣集集鎮中視集集轉播站全毀，影響當地收視戶約八萬戶；自該日02:20至9月23日，中視停播全部原訂節目，持續報導921大地震相關新聞，並製播系列特別節目與勵志短片、插播新聞快報、支援救災。[90]
- 2001年9月17日清晨，因為納莉颱風侵襲北台灣，帶來了達到「四百年防洪頻率」（也就是平均每四百年才會發生一次）的洪水；中視大樓的一樓與地下樓遭洪水侵襲，位於一樓的中視大廳被洪水淹沒了一大半，位於地下樓的停車場、新聞企劃室與新聞資料片庫被洪水全部淹沒，新聞資料片庫內保存的不少新聞錄影帶（資料帶）也遭洪水沖毀。中視緊急將搶救出來的發射設備搬到台北市忠孝西路崇聖大樓19樓中視北部新聞中心，作為中視各節新聞的臨時錄影地點。
- 2004年3月23日，《星報》報導，日前有民眾接獲署名中視新聞部發送的「連署挺藍、要求驗票」簡訊，內容大致宣稱中視新聞部正在募集民意，若有20萬人以上連署要求公開驗票，中視將要求公開驗票。中視新聞部採訪中心副主任蘇欣偉澄清，中視並無舉辦此類活動，該則簡訊所提供的電話號碼是中視在2004年中華民國總統大選開票日（2004年3月20日）公布的民眾投票調查系統call-in號碼，中視已在2004年3月22日關閉該系統，並在同日的新聞節目中以滾動字幕提醒民眾冷靜、切勿受騙。蘇欣偉說，研判是「連宋」（當時正副總統候選人連戰、宋楚瑜）的狂熱支持者所為，中視已報警處理。[91]
- 2010年7月14日，《中視午間新聞》主播黃晴播報時，不慎將攝影棚內的一隻蚊子吸入口中、卡在氣管裡，頓時臉部漲紅、不停咳嗽；導播陳百嘉緊急指派另一位主播蕭惠文代播，並將黃晴送往三軍總醫院掛急診。[92]2010年7月21日，黃晴解釋，她習慣在播報關閉攝影棚內冷氣，當時蚊子飛進她的氣管導致她氣喘發作，加上換氣過度，她手腳已經發麻，還被送到三軍總醫院掛急診。[93]黃晴將蚊子吸入口中的畫面曾被《每日電訊報》、法新社等多國媒體報導。[94]2010年7月28日22:00～23:00，中視無線台節目《縱橫天下》順勢播出〈主播大會串〉特別專題，主持人朱康震邀黃晴、洪怡惠、鄭怡軒、蕭惠文、彭愛佳與胡成談主播幕後趣事。[95]
- 2015年4月，中視宣布因公司財務虧損而裁減新聞部人力，關閉中部和南部新聞中心；同時宣布和中天新聞共用記者人力及畫面。[96][97]
- 2020年12月12日因中天新聞台換照未過，而在電視平台停播，部分記者轉往中視新聞中部中心、南部中心服務

## 現任中視新聞部人員

### 管理層
| 盧秀芳 | 新聞部總經理兼中視總經理、董事長 |
| 邱智鑫 | 副總經理                         |
| 彭愛佳 | 新聞部副總經理、新聞部總監       |
| 杜志銘 | 總管理處執行長特別助理           |
| 張騄遠 | 新聞督導、新聞編審、新聞部副總監 |
| 李志昌 | 新聞編審、新聞部助理總監         |

## 主播群
| 專任主播 | 專任主播 | 專任主播 | 專任主播 |
| -------- | -------- | -------- | -------- |
| 哈遠儀   | 方彥迪   | 陳志耕   | 陳采沂   |
| 李琹     | 鄭雅方   | 王義仲   |          |

| 兼任主播                 | 兼任主播 | 兼任主播 | 兼任主播 |
| ------------------------ | -------- | -------- | -------- |
| 黃玉蘭（北部地方組組長） | 張庭瑜   | 李易璇   | 徐國豪   |
| 陳潁臻                   | 杜怡萱   | 曹文寧   | 李采珊   |

### 氣象主播
| 氣象主播 | 氣象主播 | 氣象主播 | 氣象主播 |
| -------- | -------- | -------- | -------- |
| 戴立綱   | 陳志耕   | 王義仲   | 曹文寧   |
| 張庭瑜   | 鄭雅方   | 李易璇   | 陳采沂   |

## 節目主持人
| 主持人 | 節目名稱       |
| ------ | -------------- |
| 哈遠儀 | 《庶民大頭家》 |
| 方彥迪 | 《60分鐘》     |
| 王義仲 | 《改變的起點》 |

## 記者

### 基隆
- 朱丁榮

### 北部政治新聞記者
- 李易璇、謝泓儒、林正堅、張召朋
- 曹婷涵、黃翊郡、張召朋、張朕洺、謝泓儒、張佑慈、楊捷、林信憲、陳歡
- 徐國豪、楊捷、謝泓儒、葉韋麟、張佑慈
- 陳潁臻、謝泓儒、楊捷、黃翊郡、張朕洺、張佑慈
- 吳昱霆、楊軒、姚立強、葉韋麟
- 李采珊、張佑慈、謝泓儒、張召朋
- 杜怡萱、姚立強、楊軒
- 谷秉翰、林正堅、葉韋麟、謝泓儒、楊捷

### 北部社會新聞記者
- 周天傑、倪世鋼、楊忠聖
- 李采珊、姚立強、廖于杰、張朕洺、楊軒
- 杜怡萱、張佑慈、黃天耀、陳時煉、王智文、張朕洺、楊軒、周佳雯、姚立強
- 張庭瑜、周佳雯、葉韋麟、林正堅、王智文
- 黃玉蘭、楊其皓、黃天耀、陳玄白、陳時煉
- 陳冠宇、陳歡、黃明君、王智文、楊其皓、楊軒、黃天耀、林正堅、張朕洺、楊捷、廖于杰
- 郭渝宣、俞聖行、林正堅、黃天耀、陳歡、周佳雯
- 曹文寧、俞聖行、周佳雯
- 吳孟蓁、陳時煉、楊世旭、楊忠聖
- 劉珮玟、楊世旭、陳玄白、倪世鋼、姚立強、廖于杰、陳歡、楊捷
- 吳昱霆、倪世鋼、陳時煉、王智文、陳歡、楊軒、葉韋麟、廖于杰、黃明君
- 周宸妘、葉韋麟、楊忠聖
- 江俊緯、楊忠聖、葉韋麟、楊捷、陳歡、王智文、廖于杰、倪世鋼、姚立強
- 曹婷涵、陳歡、林正堅
- 林妙儒、黃明君、俞聖行、楊捷
- 陳苡瑾、楊世旭

### 北部生活新聞記者
- 何寧敏、周天翔、葉韋麟、俞聖行、周佳雯、張召朋、張朕洺、黃明君、廖于杰
- 曹文寧、俞聖行、姚立強、王智文
- 王義仲、周天傑
- 郭渝宣、俞聖行、黃天耀、楊其皓、楊捷、廖于杰、方昶懿、王智文
- 張庭瑜、黃翊郡、黃天耀、周佳雯、張朕洺、俞聖行
- 曹婷涵、黃翊郡
- 周宸妘、周天翔
- 劉珮玟、楊忠聖
- 林妙儒、陳時煉、俞聖行

### 桃園
- 劉至展

### 新竹
- 何孟謙

### 中部新聞中心記者
- 吳芃鋅、王詩涵、陳正茂
- 韓志興、連源濱、陳廣瑞、賴弘偉
- 高渝莉、韓志興、黃祥富、王俊杰、黃盟峻、金維中、陳廣瑞、賴弘偉、盧俊傑、陳正茂、連源濱
- 陳正茂、王俊、盧俊傑、金維中、連源濱、陳廣瑞、賴弘偉
- 詹景臣、金維中、韓志興、陳廣瑞、黃祥富、連源濱、王俊杰、陳正茂

### 苗栗
- 鍾正賢

### 彰化
- 陳勝偉

### 南投
- 曾偉翔

### 雲林
- 廖文賓

### 嘉義
- 侯國文

### 南部新聞中心記者
- 王書泓、葉政昀、劉世治、蔡武言、金憲忠
- 黃士芸、宋沛澄、許謙、劉世治、紅富仁、蔡雙吉
- 林稚惠、金憲忠、葉政昀、許謙、宋沛澄、蔡雙吉
- 郭怡蓁、蔡雙吉、紅富仁、許謙、葉政昀、金憲忠

### 台南
- 賴冠彰

### 高雄
- 黃建宇

### 屏東
- 張春華

### 宜蘭
- 林易伸

### 花蓮
- 劉己交

### 台東
- 潘政賢

### 澎湖
- 顏裕隆

### 金門
- 李俊龍

### 駐外記者
- 李錦華（香港、澳門、中國大陸）
- 嚴珮瑜、林信憲、黃翊郡、楊世旭、陳時煉（北京）

### 國際中心文字/攝影記者
- 余意、陳玄白、陳時煉（中國大陸）
- 張懷予、楊忠聖、林信憲、張佑慈、陳時煉、葉韋麟（中國大陸）
- 高曉晴、姚立強、張馨方、林信憲、俞聖行、陳玄白（外國）
- 王馨郁、楊世旭、林信憲、陳時煉、楊忠聖（外國）
- 李琹、陳時煉、黃翊郡（外國）
- 莊舒亦、楊世旭、楊捷（外國）

## 外部連結
- 中視新聞 （页面存档备份，存于）
- 中視新聞部新聞自律規範 （页面存档备份，存于）
- 中視新聞的Facebook專頁
- YouTube上的中視新聞頻道